# 카림 아이누즈
카림 아이누즈(Karim Aïnouz, 1966년 1월 17일 ~ )는 브라질의 영화 감독, 시각예술가이다.

## 작품 목록
- 마담 사타 (2002)
- 슈리 인 더 스카이 (2006)
- I Travel Because I Have to, I Come Back Because I Love You (2009; 공동 연출)
- 더 실버 클리프 (2011)
- 프라이아 도 푸투로 (2014)
- 인비저블 라이프 (2019)
- 파이어브랜드 (2023)
- 모텔 데스티노 (2024)